# The Ocean
„The Ocean” to piosenka rockowej grupy U2, pochodząca z jej debiutanckiego albumu, Boy. Jest ona jak dotąd najkrótszym utworem w twórczości zespołu, trwając nieco ponad półtorej minuty. Linia basowa Adama Claytona jest jednym z najważniejszych elementów piosenki.
Tekst był zainspirowany powieścią Oscara Wilde’a, Portret Doriana Graya oraz wakacjami, które spędził Bono, będąc dzieckiem, w Rush, Dublinie.
Pierwsze znane wykonanie piosenki na żywo miało miejsce na koncercie w Plymouth, 16 września 1980 roku. W trakcie trasy Boy Tour, „The Ocean” otwierał koncerty czterdzieści pięć razy, czyli najczęściej spośród wszystkich utworów. Bywało, że piosenka była grana aż dwa razy podczas jednego koncertu, wraz z „I Will Follow” i „11 O’Clock Tick Tock”. Była wtedy wykonywana na samym początku oraz pod koniec występu. Zespół zagrał utwór po raz ostatni 15 grudnia 1982 roku, podczas koncertu w ramach trasy War Tour. Od tamtego czasu „The Ocean” nie był grany przez ponad dwadzieścia dwa lata. Tym większą niespodziankę sprawiła fanom grupa, gdy w trakcie występu podczas trasy Vertigo Tour, zagrała ów utwór. Obecnie, ostatnio nagrane wykonanie piosenki na żywo, miało miejsce 9 grudnia 2005 roku w Buffalo.